# Yalobusha County
Yalobusha County är ett administrativt område i delstaten Mississippi, USA. År 2010 hade countyt 12 678 invånare. Den administrativa huvudorten (county seat) är Coffeeville och Water Valley. 

## Geografi
Enligt United States Census Bureau har countyt en total area på 1 282 km². 1 209 km² av den arean är land och 73 km² är vatten. 

### Angränsande countyn
- Lafayette County - nordost
- Calhoun County - öst
- Grenada County - syd
- Tallahatchie County - väst
- Panola County - nordväst